# 豐田體育場 (德克薩斯州)
丰田体育场是位于美国德克萨斯州達拉斯郊区弗里斯科的一座足球专用体育场。这座拥有20,500个座位的体育场由弗里斯科市建造和拥有，于2005年啟用。主要為美國職業足球大聯盟球隊FC達拉斯和弗里斯科独立学区高中橄榄球比赛的主場。一年一度的NCAA第一級別橄榄球锦标赛亦在這裡舉行。此外，它还是2018年开幕的国家足球名人堂的所在地。